# Sikorsky CH-53 Sea Stallion
CH-53 Sea Stallion je nejběžnější název pro těžké transportní vrtulníky řady Sikorsky S-65. Původně byly vyvinuty pro americkou námořní pěchotu, ale služby se dočkaly i v zemích jako Německo, Írán, Izrael a Mexiko. Americké letectvo v době konce války ve Vietnamu a po ní používalo variantu vrtulníků HH-53 "Super Jolly Green Giant", z nichž byla většina upravena na verzi MH-53 Pave Low.
Rozměrově podobný CH-53E Super Stallion je těžší zdokonalená verze, vybavená třetím motorem, díky němuž je silnější než původní CH-53 Sea Stallion, kterého v těžkých transportních úkolech nahradil.

## Uživatelé

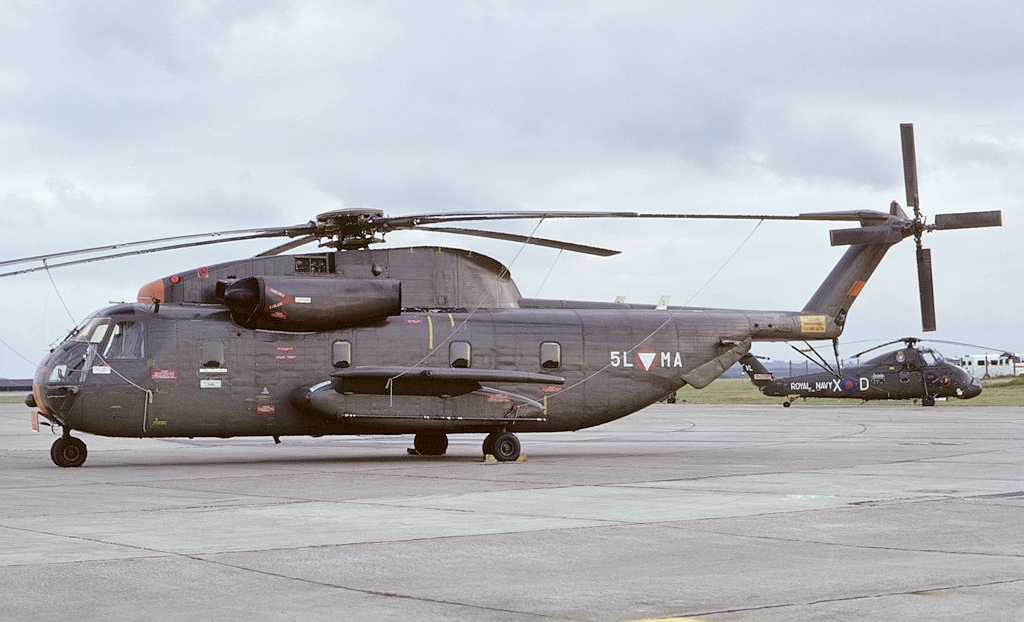
Rakouský S-65Öe na základně RAF Greenham Common v roce 1974

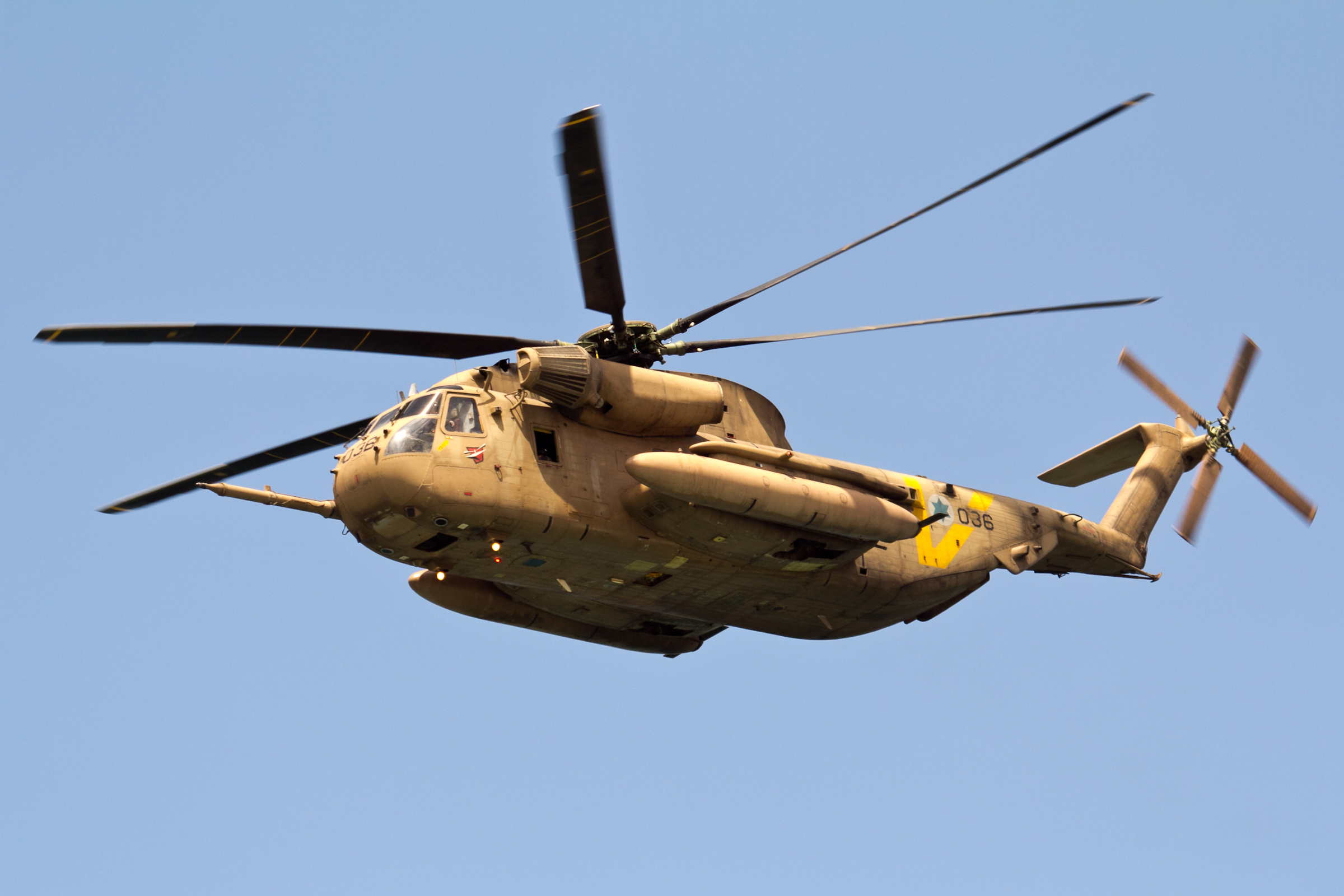
Izraelský S-65C Yas'ur

Německo
- Německé letectvo[2]

 Írán
- Íránské námořní letectvo[2]

 Izrael
- Izraelské letectvo[2]

 Mexiko
- Mexické letectvo[2]

### Bývalí uživatelé
Rakousko
- Rakouské letectvo[3]

 Německo
- Heeresfliegertruppe[4][5]

 USA
- Americké letectvo (viz MH-53 Pave Low)
- Námořní pěchota[1]
- Americké námořnictvo [6]

## Specifikace (CH-53D)

### Hlavní technické údaje
- Posádka: 2 piloti, 1 nebo další velitelé posádky
- Kapacita: 38 vojáků (55 v jiné konfiguraci) nebo 24 nosítek
- Průměr rotoru: 22,01 m
- Délka: 26,97 m
- Plocha disku: 380,48 m²
- Výška: 7,6 m
- Hmotnost prázdného vrtulníku: 10 740 kg
- Vzletová hmotnost: 15 227 kg
- Maximální vzletová hmotnost: 19 100 kg
- Pohonné jednotky: 2× turbohřídelový motor General Electric T64-GE-413
- Výkon pohonné jednotky: každá o výkonu 2 927 kW (3 925 shp)

### Výkony
- Maximální rychlost: 315 km/h
- Cestovní rychlost: 278 km/h
- Dolet: 1 000 km
- Bojový radius: 160 km
- Přeletový dolet: 1 640 km
- Dostup: 5 106 m
- Počáteční stoupavost: 12,5 m/s
- Plošné zatížení: 8,95 lb/sq ft

### Výzbroj
- 2× kulomet GAU-15/A ráže 12,7 x 99 mm ve dveřích, některé mají na rampě kulomet GAU-21.
- Německé CH-53G mohou mít v bočních dveřích dva kulomety MG3 ráže 7,62 × 51 mm, které se dají nahradit dvěma kulomety M3M/GAU-21 ve dveřích a jeden na rampě.